# Coena Cypriani
Coena Cypriani (Cyprianus nattvard), De Coena Cypriani var en historia på latin som under medeltiden var vida spridd i Europa. Texten transkriberades av den romerska diakonen Johannes kring år 877. Den första versionen tillskrevs felaktigt Cyprianus, biskop i Karthago under 200-talet. Idag vet man inte vem som skrivit originaltexten.
Texten finns i flera varianter. Coena Cypriani är ett mellanting av en parodi, allegori och satir av några passager i Bibeln. Texten tar upp en fest där de mycket kända deltagarna till slut blir bestulna. Tjuven hittas och döms. Syftet med texten är oklart.